# 夜翼 (DC漫畫)
夜翼（英語：Nightwing）是一位出自DC漫畫的虛構超級英雄，DC漫畫中曾有多名角色使用過此英雄名，現在使用該名號的是迪克·格雷森，第一任的羅賓，蝙蝠俠的前助手。

## 虛構角色傳記

### 最終危機之前

#### 超人
夜翼的名號其實是超人的母星氪星上的一個傳說，超人也曾使用此名號與吉米·奧爾森一起成為超級英雄搭檔登場過，當時是由Edmond Hamilton編寫該段劇情。

#### Van-Zee
第二個曾使用夜翼名號的人是Van-Zee，他與Ak-Var組成了搭檔。

#### 迪克·格雷森
當時擔任蝙蝠俠助手羅賓的迪克隨著逐漸成熟，他的行事風格也開始與蝙蝠俠有所差異，在少年悍將期間更是感受到兩人之間有著分歧，於是迪克最後選擇了獨立。他根據超人以前和蝙蝠俠訴說過的氪星神話——黑夜之神「夜翼」的名號做為自己獨立後的英雄名。

### 最終危機之後

#### 迪克·格雷森
於《披風爭奪戰》後，迪克成為了新任的蝙蝠俠，直到布魯斯·韋恩復活後，他又再度回任夜翼。

#### Tad Ryerstad
在夜翼的管區布魯海文市，迪克曾訓練過一名青年Tad Ryerstad，但個性暴力的他辜負了老師的期望，以Nite-Wing名號私下活動，不禁殺戮的他殺害了許多罪犯，甚至還殺死過一名FBI探員。
Tad暴力的行徑最後也引導了他的死亡。

#### 傑森·托特
在《夜翼》 (vol. 2) #118-122的連載期間，第二代羅賓、後來復活成為紅頭罩的傑森在紐約市以模仿夜翼的打扮與名號行動過。

#### Cheyenne Freemont
在《One Year Later》故事線中，一名有著超能力「念力」的超人類Cheyenne Freemont曾以夜翼的身分協助過迪克。

#### 超能女孩
在《Supergirl》(vol. 5) #6時，超能女孩曾與女超人一起在Kandor分別以夜翼和Flamebird的身分組隊行動過。

#### Chris Kent
超人的養子、薩德將軍的兒子Chris Kent曾在超人的故事線《超人：新氪星》以夜翼名號行動過。

## 其他媒體

### 動畫
- 《少年悍將 (動畫)》：此時主要以羅賓登場，但成熟的夜翼（迪克·格雷森）也有在部分集數登場
- 《蝙蝠俠智勇悍將》：夜翼（迪克·格雷森）有在其中登場，配音員是Crawford Wilson。
- 《蝙蝠俠：紅頭罩之下》：夜翼（迪克·格雷森）有在其中登場，由尼爾·派屈克·哈里斯配音。
- 《蝙蝠俠之子》：夜翼（迪克·格雷森）有在其中登場，由肖恩·馬希爾配音。
- 《蝙蝠俠VS羅賓》：夜翼（迪克·格雷森）有在其中登場，由肖恩·馬希爾配音。
- 《蝙蝠俠：勢不兩立》：夜翼（迪克·格雷森）有在其中登場，由肖恩·馬希爾配音。

### 電子遊戲
- 《蝙蝠俠：阿卡漢城市》：夜翼（迪克·格雷森）有在其中登場，配音員是Quinton Flynn。
- 《樂高蝙蝠俠2：DC超級英雄》：DLC限定，夜翼（迪克·格雷森）有在其中登場，配音員是Cam Clarke。
- 《超級英雄：武力對決》：夜翼為玩家可使用角色之一，夜翼在本作有兩個版本，分別為迪克·格雷森，由Troy Baker配音，和達米安·韋恩，由Neal McDonough配音。
- 《蝙蝠俠：阿卡漢騎士》：夜翼（迪克·格雷森）有在其中登場，配音員是Scott Porter。而在DLC：哈莉·奎茵故事線中，可以在布魯海文警局辦公室區域內發現Nite-Wing的通緝令。